# Settimana della moda

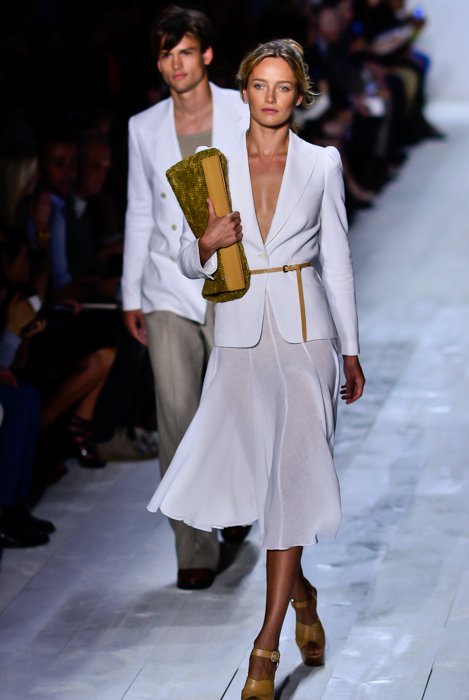
La modella Karmen Pedaru sfila per Michael Kors alla New York Fashion Week del 2013

La settimana della moda (in inglese fashion week) è un evento dell'industria della moda, della durata di circa una settimana, che permette agli stilisti ed alle case di moda di presentare le proprie ultime collezioni ed al pubblico di realizzare quali siano le ultime tendenze. Le settimane della moda più importanti sono quelle che si tengono nelle "capitali della moda", quali Milano, Parigi, Londra e New York.
La Fashion Week ricorre due volte l'anno: tra febbraio e marzo sfilano le collezioni autunno/inverno mentre tra settembre e ottobre le collezioni primavera/estate. Alcune settimane della moda riguardano presentazioni di prodotti specifici: per esempio, la settimana della moda di Miami è dedicata ai costumi da bagno, mentre quella di Portland alle sfilate ecologiche. Le sfilate dell'haute couture si tengono principalmente a Parigi, mentre le collezioni sposa vengono solitamente presentate a New York

## Storia
La prima settimana della moda si tenne a New York nel 1943 e fu realizzata con lo scopo di promuovere la moda locale a discapito di quella francese, poiché era diventato impossibile importare abiti dall'Europa a causa della seconda guerra mondiale.
Finita la guerra, l'iniziativa di New York fu adottata dalle altre capitali della moda: Parigi, che ha iniziato a organizzare le sfilate haute couture nel 1945 ed ha inaugurato la prima fashion week nel 1973; Londra la cui fashion week è stata promossa dal British Fashion Council nel 1984; e Milano, fondata dalla Camera Nazionale della Moda nel 1958.
Dai primi anni duemila, le settimane della moda si sono diffuse in diverse parti del mondo.

## La settimana della moda

### Big Four
1. Paris Fashion Week
2. Milan Fashion Week
3. London Fashion Week
4. New York Fashion Week

## Cronometraggio degli eventi

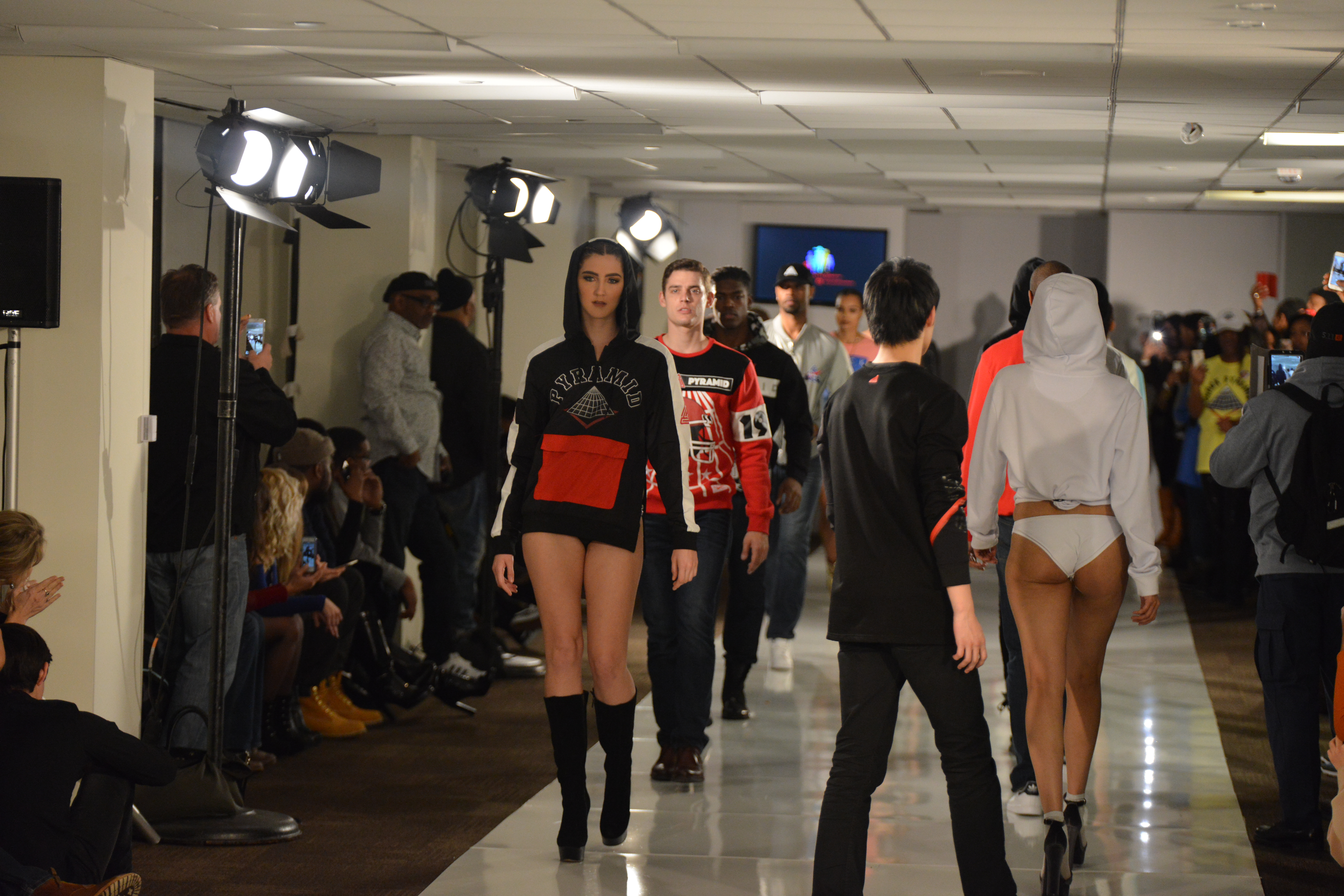
Alcuni modelli ad una sfilata di moda a Washington, DC nel febbraio 2017

La settimana della moda si svolge due volte l'anno nelle principali capitali della moda del mondo; New York (7-15 febbraio), Londra (15-19 febbraio), Milano (19-25 febbraio) e Parigi (25 febbraio-5 marzo).
Tradizionalmente, le settimane della moda si tenevano diversi mesi prima della stagione per consentire alla stampa e ai compratori di vedere in anteprima i modelli di moda per la stagione successiva. A febbraio e marzo, i designer hanno presentato le loro collezioni autunnali e invernali. A settembre e ottobre, i designer hanno presentato le loro collezioni primaverili ed estive.
Questa tempistica è stata in gran parte creata per seguire l'allora più lento "ciclo di vendita al dettaglio". In altre parole, ha permesso ai rivenditori di acquistare e incorporare i designer nel loro marketing al dettaglio. Tuttavia, poiché le aspettative dei clienti sono aumentate, il ciclo di vendita al dettaglio è aumentato. Di conseguenza, nel 2016, i designer hanno iniziato a passare a "sfilate di stagione".

## Settimane della moda nel mondo

### Africa
Botswana
- Gaborone Fashion Weekend

 Costa d'Avorio
- Cote d'Ivoire Fashion Week

 Egitto
- Cairo Fashion Festival
- Cairo Couture Collections
- Cairo Fashion Week
- La Mode A Beyrouth - Cairo

 Kenya
- Nairobi Fashion Week

 Malawi
- Fashion Malawi Edition

 Nigeria
- Hayati Fashion Week
- Lagos Fashion Week
- Port Harcourt International Fashion Week

 Sudafrica
- Cape Town Fashion Week (2003)[6]
- Joburg Fashion Week (2007)[7]

 Tanzania
- Swahili Fashion Week (2008)

### America
Argentina
- Settimana della moda di Buenos Aires (2001)
- Cordoba Fashion Week
- Mendoza Fashion Week
- Santa Fe Fashion Week

 Bolivia
- Bolivia Fashion Week

 Brasile
- Rio moda (Fashion Rio) (2015)
- Settimana della moda di San Paolo (1995)[8][9]

 Canada
- British Columbia Fashion Week (2004)[10]
- L'Oreal Fashion Week (2001)[11]
- Settimana della moda di Montréal (2016)

 Cile
- Santiago Fashion Week (2006)

 Colombia
- Bogota Fashion Week
- Barranquilla Fashion Week
- Cali Fashion Week
- Cali ExpoShow
- Cartagena Fashion
- ColombiaModa
- ColombiaTex
- Medellin Fashion Week
- Plataforma K

 Giamaica
- Caribbean Fashion Week (2001)

 Messico
- Fashion Week Mexico (1998)[12]

 Panama
- Panama Fashion Week

 Paraguay
- Asunción Fashion Week (2003)[13]
- Ciudad del Este Fashion Week (2010)[14]

 Perù
- LIF Fashion Week (Lima)

 Porto Rico
- Elite Model Look Puerto Rico
- Puerto Rico High Fashion Week
- San Juan Moda
- West Fashion Week
- South Fashion Week

 Stati Uniti
- Baltimore's Fashion Week (2008)[15]
- Bellvue Fashion Week (2007)[16]
- Boston Fashion Week (1989)
- Haute-lanta Fashion Week (2008)[17]
- Brooklyn Fashion Week (2003)
- Charleston Fashion Week (2007)
- Chicago Fashion Week (2011)
- Fashion Week Cleveland (2002)[18]
- Columbus Fashion Week (2007)[19]
- FTL MODA (2007)[20]
- Las Vegas Fashion Week (2009)
- Los Angeles Fashion Week (2003)[21]
- Miami Fashion Week (1998)[22]
- Music City Fashion Week (2008)[23]
- Settimana della moda di New York (1943)[4]
- Philadelphia Fashion Week (2003)
- Phoenix Fashion Week (2004)[24]
- Portland Fashion Week (2003)[25]
- Sacramento Fashion Week (2008)[26]
- St. Louis Fashion Week (2016)
- San Francisco Fashion Week (2004)[27]
- Scottsdale Fashion Week (2005)
- Seattle Fashion Week (2003)

 Uruguay
- Montevideo Fashion Week

 Venezuela
- Caracas Fashion Week

### Asia
Bahrein
- Bahrain International Design Week

 Bangladesh
- Bangladesh Fashion Week
- Dhaka Fashion Week

 Cina
- Centrestage
- China Fashion Week
- Guangzhou Fashion Week
- Hong Kong Fashion Week (1968)[28]
- Shanghai Fashion Week (1995)
- Shenzhen Fashion Week
- Tianjin Fashion Week

 Cipro
- Cyprus Fashion Week (2008)[29]

 Corea del Sud
- Seoul Fashion Week (2014)[30]

 Emirati Arabi Uniti
- Abu Dhabi Fashion Week (2013)
- Dubai Fashion Week (2009)

 Filippine
- Philippine Fashion Week (1997)[31]

 Giappone
- Japan Fashion Week (1985)[32]
- Osaka Fashion Week (2001)
- Tokyo Fashion Week (1993)

 India
- Mumbai Fashion Week (2001)
- Delhi Fashion Week (2008)[33][34]
- India Fashion Week (2000)[35][36]

 Indonesia
- Indonesia Fashion Week
- Jakarta Fashion Week
- Surabaya Fashion Parade

 Iran
- Teheran Fashion Week (2006)[5]

 Israele
- Tel Aviv Fashion Week

 Malaysia
- Malaysia Fashion Week (2007)[37]

 Mongolia
- Goyol Fashion Festival (1988)[38]

 Nepal
- Voyage of creation
- Nepal Fashion Week
- CHIC Fashion Show
- The Show

 Pakistan
- Pakistan Fashion Week (2007)

 Qatar
- Doha Fashion Week

 Russia
- Fashion Week in Moscow (1994)[39]
- Mercedes-Benz Fashion Week Russia
- Nizhny Fashion Week
- Novosibirsk Fashion Week
- Russian Fashion Week (2001)[40]
- St. Petersburg Fashion Week
- Yekaterinburg Ural Fashion Week

 Singapore
- Singapore Fashion Week (1987)

 Sri Lanka
- Colombo Fashion Week

 Taiwan
- Taipei Fashion Week

 Thailandia
- Bangkok Fashion Week (2005)[41]

 Turchia
- Ankara Fashion Week
- Istanbul Fashion Week

 Uzbekistan
- Tashkent Fashion Week (2006)[42]

 Vietnam
- Vietnam International Fashion Week

### Europa
Austria
- Vienna Fashion Week

 Belgio
- Antwerp Fashion Show
- Brussels Fashion Week

 Bielorussia
- Belarus Fashion Week

 Bosnia ed Erzegovina
- Sarajevo Fashion Weeks (2008)[43]

 Bulgaria
- Sofia Fashion Week Couture
- Kids Fashion Week
- Men's Fashion Week Plovdiv
- Plovdiv Fashion Week Prêt-à-Porter
- Bridal Fashion Week Plovdiv
- Dance Fashion Week Burgas
- Lingerie & Swimwear Fashion Week Varna

 Croazia
- Zagreb Fashion Week (2003)

 Danimarca
- Copenaghen Fashion Week (1964)[44]

 Finlandia
- Helsinki Fashion Week

 Francia
- Nizza Fashion Week (2010)
- Settimana della moda di Parigi (1973)

 Georgia
- Adjara Fashion Week
- ercedes-Benz Fashion Week Tbilisi
- Tbilisi Fashion Week

 Germania
- Berlin Fashion Week (2007)[45]
- Düsseldorf Fashion Week[46]

 Grecia
- Hellenic Fashion Week (2000)[47]

 Islanda
- Iceland Fashion Week (2000)[5]

 Italia
- Settimana della moda di Bari
- Settimana della moda di Benevento - Benevento in Moda (2012)
- Settimana della moda di Bologna
- Settimana della moda di Catania
- Settimana della moda di Cesena (2012)[48]
- Settimana della moda di Cortina
- Settimana della moda di Firenze (1954)
- Settimana della moda di Milano (1958)
- Settimana della moda di Napoli (1992)
- Settimana della moda di Reggio Calabria (2015)
- Settimana della moda di Rimini (2011)
- Settimana della moda di Roma (1980)[49]
- Settimana della moda di Salerno (2013)
- Settimana della moda di Torino (2005)
- Settimana della moda di Trieste (2007)
- Settimana della moda di Venezia (2000)

 Lettonia
- Riga Fashion Week

 Lituania
- Mados infekcija

 Lussemburgo
- Luxembourg Fashion Week

 Malta
- Mercedes Benz Malta Fashion Week

 Monaco
- Montecarlo Fashion Week (Fashion Fair Week)

 Norvegia
- Oslo Fashion Week (2015)

 Paesi Bassi
- Amsterdam International Fashion Weeks (2004)[50]

 Polonia
- Warsaw Fashion Street (1996)

 Portogallo
- Settimana della moda di Lisbona (1999)

 Regno Unito
- Settimana della moda di Londra (1961)
- Manchester Fashion Week (2011)

 Rep. Ceca
- Settimana della moda di Praga (2002)[51]

 Romania
- Feeric Fashion Week
- Bucharest Fashion Week

 Serbia
- Belgrade Fashion Week (1996)[52]

 Spagna
- Barcelona Fashion Week (1981)
- Madrid Fashion Week (1998)
- Mallorca Fashion Week (2009)[53]

 Svezia
- Stockholm Fashion Week (1995)[30]

 Ucraina
- Ukrainian Fashion Week (1997)[54]

 Ungheria
- Budapest Fashion Week

### Oceania
Australia
- Australian Fashion Week (1995)[30]
- L'Oreal Melbourne Fashion Festival (2014)

 Figi
- Fiji Fashion Week

 Nuova Zelanda
- New Zealand Fashion Week (2001)[5]